# Petite Ceinture-järnvägen

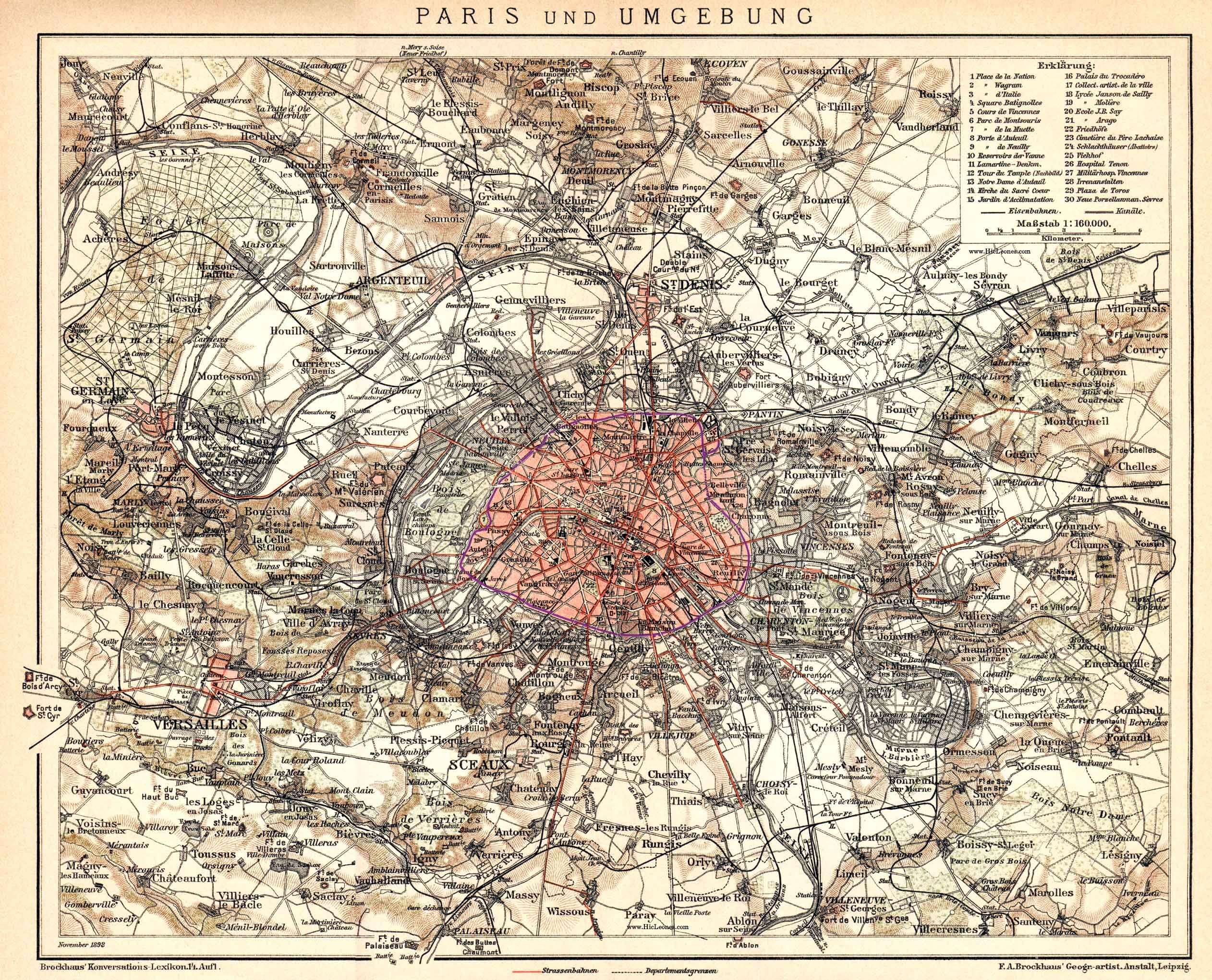
La Petite Ceinture (i violett). Karta från 1898.

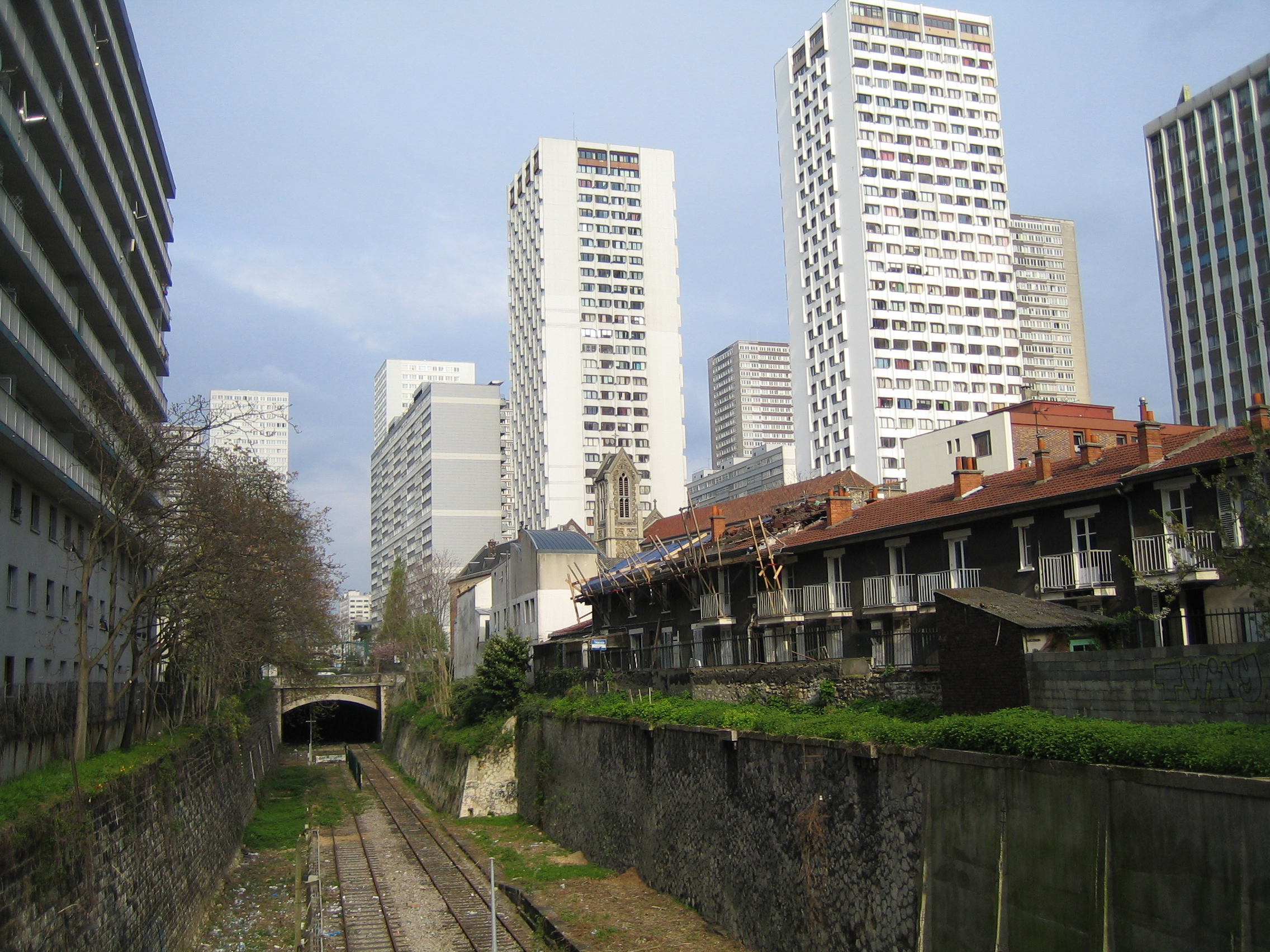
Järnvägsspår i 13:e arrondissementet.

Petite Ceinture-järnvägen (franska Chemin de fer de Petite Ceinture, ”Lilla bältjärnvägen”), en järnvägslinje som omsluter Paris likt en ringlinje.
Sista passagerartåget gick 1934 men större delen av banan ligger kvar. På äldre kartor över Paris syns en järnvägslinje som i princip följer de yttre boulevarderna och den nyare motorvägen (Boulevard Périphérique) runt staden.
Banan började anläggas 1851 och 1867 stod linjen färdig. Banans längd var 34,2 kilometer och det fanns 31 stationer längs linjen. Enligt de gamla tidtabellerna tog hela resan runt 1 timme och 40 minuter. Anledningen till att den byggdes var att transportera folk och varor på ett snabbare sätt, men det fanns också i tankarna att den skulle användas för militärtransporter, något som kom till användning under det fransk-tyska kriget.
Konstnären Hasse Lindroth har skildrat järnvägen i målningar. 